# Jacek Krzynówek
Jacek Kamil Krzynówek (phát âm tiếng Ba Lan: [ˈjatsɛk kʂɨˈnuvɛk]; sinh ngày 15 tháng 5 năm 1976) là một cựu cầu thủ bóng đá người Ba Lan. Một trong những khoảnh khắc đẹp nhất sự nghiệp của anh là cú sút xa vào lưới Real Madrid tại UEFA Champions League 2004–05. Ngoài ra anh còn từng khoác áo tuyển quốc gia Ba Lan

## Đầu sự nghiệp
Krzynówek khởi nghiệp chơi bóng trong màu áo LZS Chrzanowice. Năm 1994 anh gia nhập RKS Radomsko và chơi bóng ở đây 2 mùa giải rồi chuyển tới một đội bóng Ba Lan khác là Raków Częstochowa, anh có trận ra mắt vào ngày 28 tháng 7 năm 1996 tại giải Ekstraklasa. Sau một mùa chơi cho Rakow, anh chuyển tới câu lạc bộ ở giải hạng hai là GKS Bełchatów. Ở mùa 1997–98, anh cùng đội bóng thăng hạng lên Ekstraklasa. Nhưng đáng tiếc câu lạc bộ của anh không thể trụ hạng và lại bị giáng xuống giải hạng hai. Mặc dù vậy, kỹ năng và lối chơi của anh đã gây ấn tượng với nhiều câu lạc bộ khác, trong đó có 1. FC Nürnberg, cũng như huấn luyện viên tuyển quốc gia Ba Lan khi ấy là ông Janusz Wojcik.

## Sự nghiệp thi đấu quốc tế và Bundesliga
Khi vẫn còn là cầu thủ thuộc biên chế GKS Bełchatów, anh có trận ra mắt tuyển quốc gia Ba Lan vào ngày 10 tháng 11 năm 1998 gặp Slovakia, kết thúc với thắng lợi 3–1 cho Ba Lan. Năm 1999, anh chuyển tới 1. FC Nürnberg ở giải 2. Bundesliga. Anh trở lại tuyển quốc gia vào đầu năm 2000, sau khi Jerzy Engel lên làm huấn luyện viên. Không lâu sau, anh trở thành một trong những cầu thủ quan trọng nhất của đội giúp Ba Lan giành vé dự Giải vô địch bóng đá thế giới 2002.
Năm 2002, anh góp công giúp 1. FC Nürnberg thăng hạng lên Bundesliga, và được tôn vinh là tiền vệ hay nhất giải 2. Bundesliga. Cũng vào năm 2002, anh tới Hàn Quốc và Nhật Bản dự giải vô địch thế giới 2002 cùng Ba Lan. Bất chấp Ba Lan thể hiện bộ mặt nghèo nàn, lối chơi của anh vẫn được khen ngợi và có tổng cộng 3 trận ra sân.
Do bị dính chấn thương, anh bỏ lỡ hầu hết mùa 2002–03. Ở mùa thu 2003, anh chơi ở các trận đầu vòng loại quan trọng của Giải vô địch bóng đá châu Âu 2004 cho Ba Lan. Tuy nhiên Ba Lan bị loại còn 1. FC Nürnberg không thể trụ hạng ở Bundesliga. Với màn thể hiện xuất sắc, anh được chuyển tới câu lạc bộ hàng đầu của Bundesliga là Bayer Leverkusen. Ở mùa 2004–05, anh là một trong những cầu thủ hay nhất của câu lạc bộ; bộ ba Krzynowek, Andriy Voronin và Dimitar Berbatov đã gây được sự chú ý của nhiều câu lạc bộ hàng đầu châu Âu. Bayer Leverkusen cũng chơi cực hay tại Champions League, họ chỉ bị loại bởi những câu lạc bộ như Real Madrid và A.S. Roma. Krzynowek ghi ba bàn thắng, một trong số đó là bàn thắng vào lưới Real Madrid, được tôn vinh là một trong những bàn thắng đẹp nhất giải đấu năm đó.
Ngày 2 tháng 2 năm 2009, Krzynówek chuyển đến câu lạc bộ Hannover 96 và chơi bóng ở đây cho đến hè 2010. Ngày 15 tháng 8 năm 2011, Krzynówek chính thức tuyên bố treo giày sau 178 trận ra sân tại giải vô địch quốc gia Đức.

### Bàn thắng cho đội tuyển
Nguồn:
| #   | Ngày                 | Nơi tổ chức          | Đối thủ     | Tỉ số | Kết quả | Giải đấu                             |
| --- | -------------------- | -------------------- | ----------- | ----- | ------- | ------------------------------------ |
| 1.  | 28 tháng 2 năm 2001  | Larnaca, Síp         | Thụy Sĩ     | 4–0   | Thắng   | Giao hữu                             |
| 2.  | 30 tháng 4 năm 2003  | Brussels, Bỉ         | Bỉ          | 1–3   | Thua    | Giao hữu                             |
| 3.  | 6 tháng 6 năm 2003   | Poznań, Ba Lan       | Kazakhstan  | 3–0   | Thắng   | Giao hữu                             |
| 4.  | 12 tháng 11 năm 2003 | Warsaw, Ba Lan       | Ý           | 3–1   | Thắng   | Giao hữu                             |
| 5.  | 4 tháng 9 năm 2004   | Belfast, Bắc Ireland | Bắc Ireland | 3–0   | Thắng   | Vòng loại giải vô địch thế giới 2006 |
| 6.  | 9 tháng 10 năm 2004  | Vienna, Áo           | Áo          | 3–1   | Thắng   | Vòng loại giải vô địch thế giới 2006 |
| 7.  | 13 tháng 10 năm 2004 | Cardiff, Wales       | Wales       | 3–2   | Thắng   | Vòng loại giải vô địch thế giới 2006 |
| 8.  | 26 tháng 3 năm 2005  | Warsaw, Ba Lan       | Azerbaijan  | 8–0   | Thắng   | Vòng loại giải vô địch thế giới 2006 |
| 9.  | 7 tháng 10 năm 2005  | Warsaw, Ba Lan       | Iceland     | 3–2   | Thắng   | Giao hữu                             |
| 10. | 24 tháng 3 năm 2007  | Warsaw, Ba Lan       | Azerbaijan  | 5–0   | Thắng   | Vòng loại giải vô địch châu Âu 2008  |
| 11. | 2 tháng 6 năm 2007   | Baku, Azerbaijan     | Azerbaijan  | 3–1   | Thắng   | Vòng loại giải vô địch châu Âu 2008  |
| 12. | 2 tháng 6 năm 2007   | Baku, Azerbaijan     | Azerbaijan  | 3–1   | Thắng   | Vòng loại giải vô địch châu Âu 2008  |
| 13. | 22 tháng 8 năm 2007  | Moscow, Nga          | Nga         | 2–2   | Hòa     | Giao hữu                             |
| 14. | 8 tháng 9 năm 2007   | Lisbon, Bồ Đào Nha   | Bồ Đào Nha  | 2–2   | Hòa     | Vòng loại giải vô địch châu Âu 2008  |
| 15. | 1 tháng 6 năm 2008   | Chorzów, Ba Lan      | Đan Mạch    | 1–1   | Hòa     | Giao hữu                             |